# کنیسه ابن دانان
کنیسه ابن دانان (عربی: معبد ابن دنان) یک کنیسه در فاس، مراکش است که در سده ۱۷ام میلادی ساخته شده‌است.

## نگارخانه

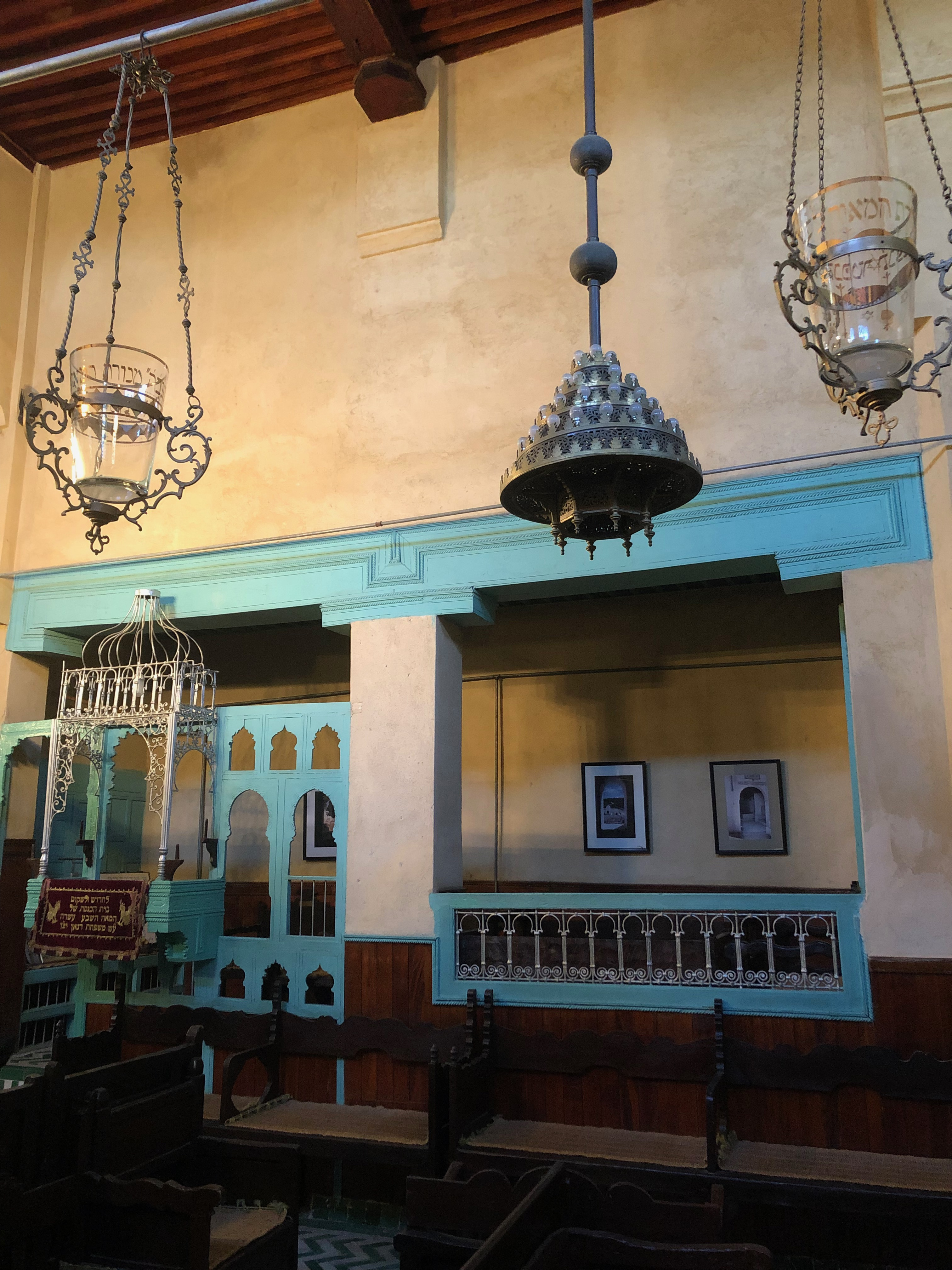
داخل کنیسه.
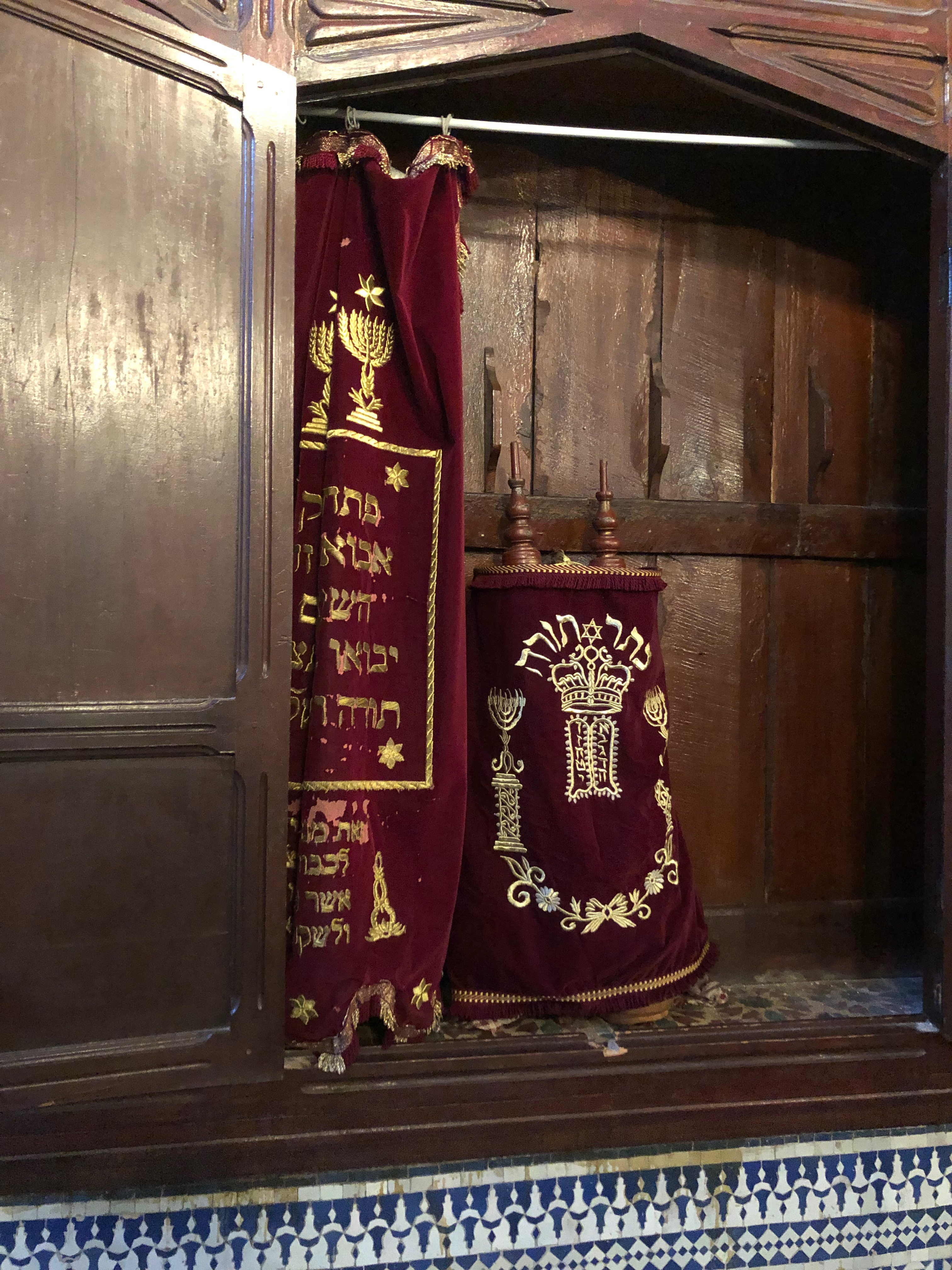
صندوق تورات حاوی سفر
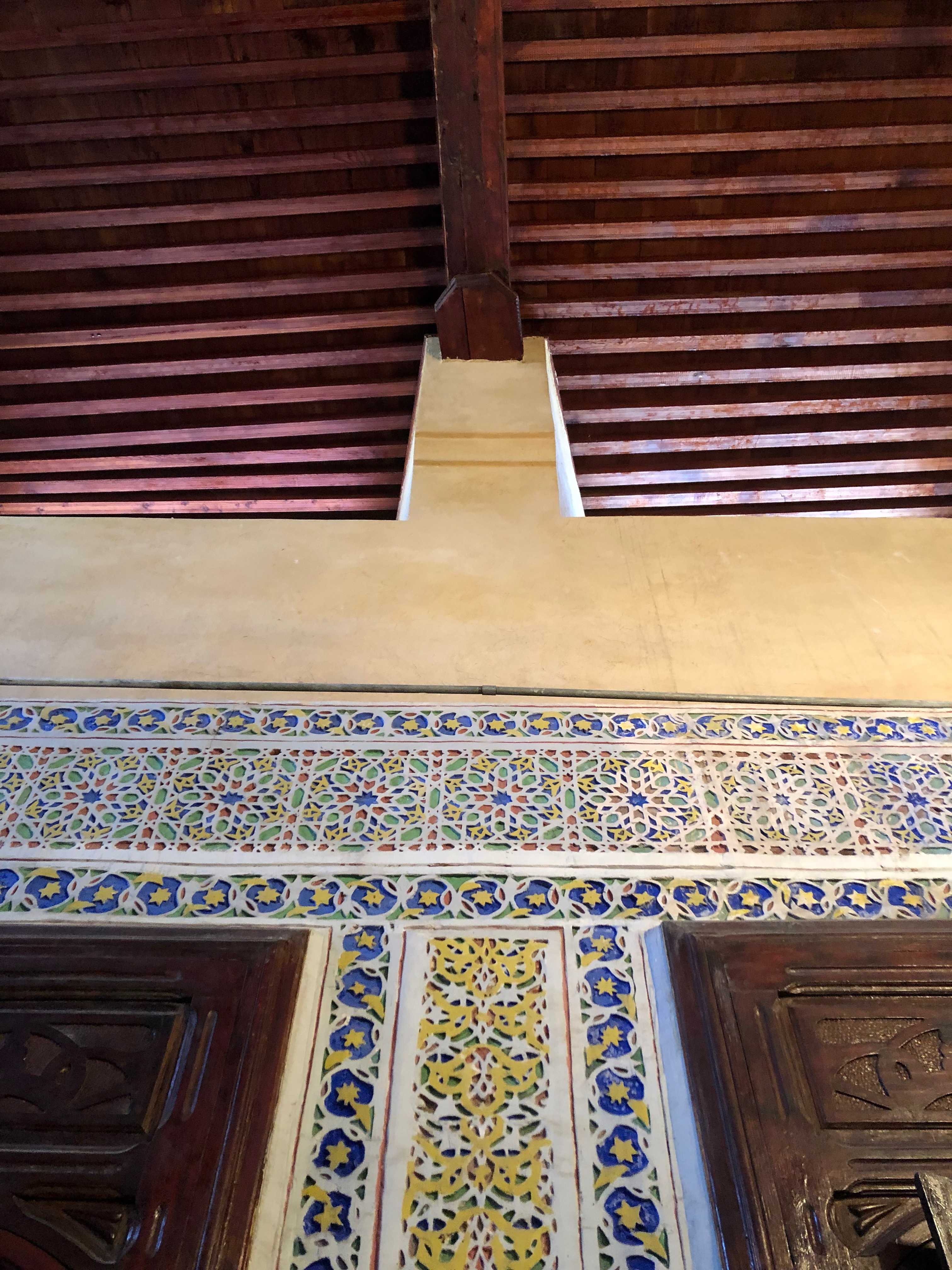
نقوش مراکشی-آندلسی
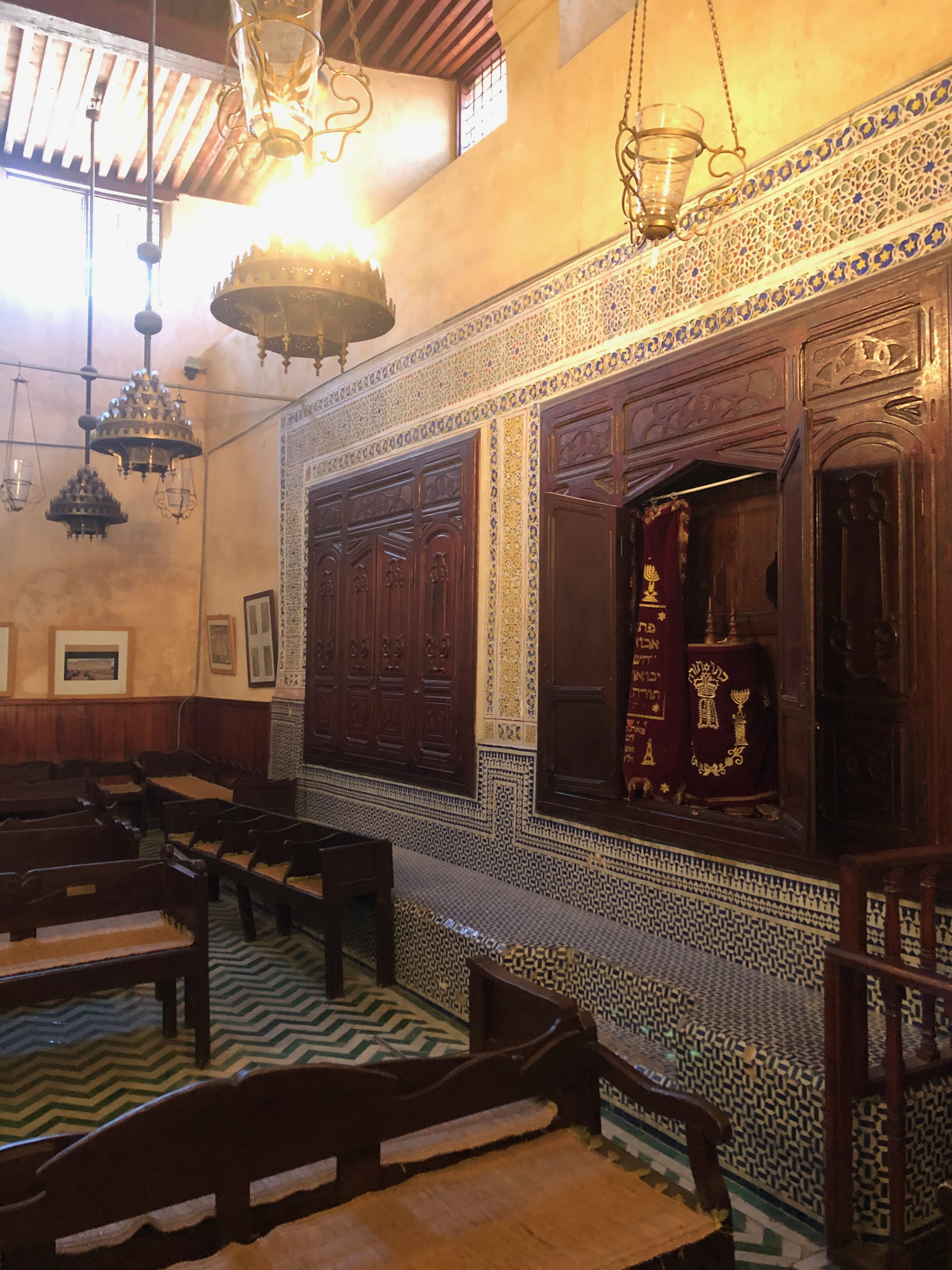
داخل کنیسه
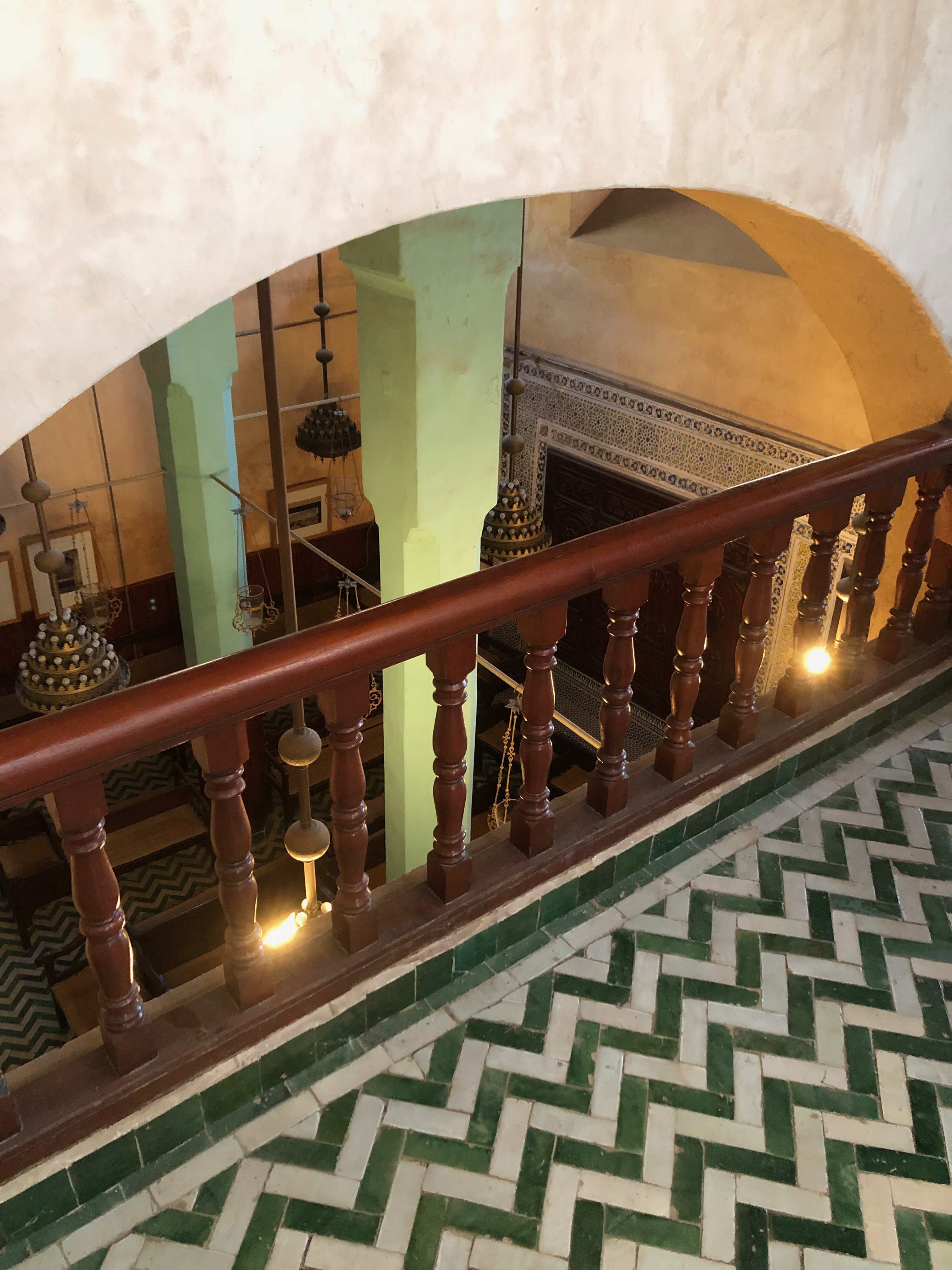
نمایی از مچیتزا، جایگاه دعا برای بانوان
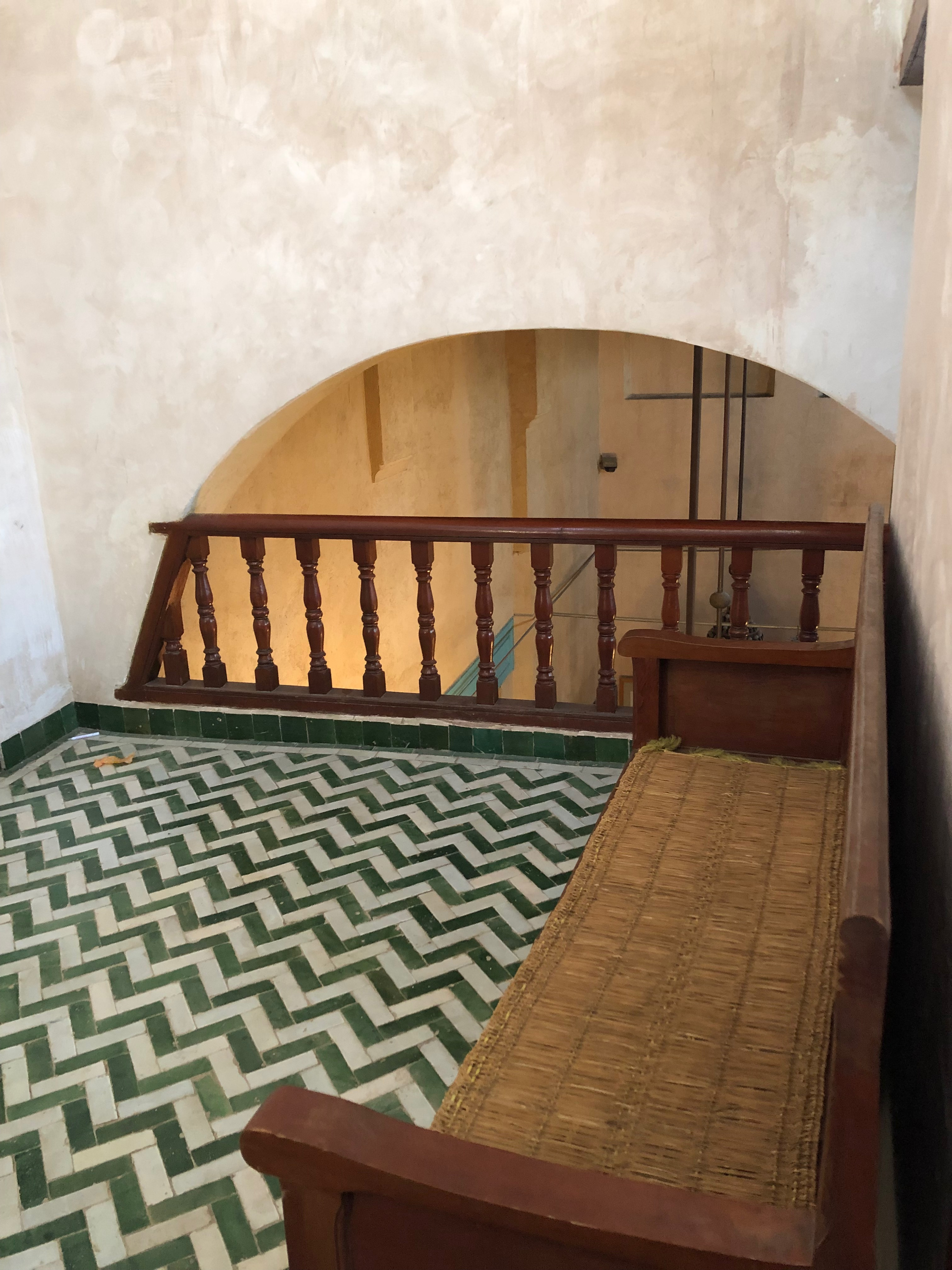
نمایی دیگر از مچیتزا